# NGC 7132
NGC 7132 is een spiraalvormig sterrenstelsel in het sterrenbeeld Pegasus. Het hemelobject werd op 18 oktober 1884 ontdekt door de Amerikaanse astronoom Lewis A. Swift.

## Synoniemen
- MCG 2-55-13
- ZWG 427.24
- PGC 67349